# Дунаво
Дунаво (на сръбски: Дунаво; на албански: Dunavi) е село в Косово, разположено в община Гниляне, окръг Гниляне. Населението му според преброяването през 2011 г. е 10 души, от тях: 10 (100 %) албанци.

## Население
Численост на населението според преброяванията през годините:
- 1948 – 496 души
- 1953 – 481 души
- 1961 – 477 души
- 1971 – 531 души
- 1981 – 300 души
- 1991 – 235 души
- 2011 – 10 души